# Asta Graah Bolander
Asta Graah Bolander, född 1861, död 1946, var en norsk författare. Hon gav ut St. Peters nøkkel (1915), Som trær om høsten (1918), Grungs i Fossegaarden (1920) samt två studier i italiensk kulturhistoria: Renæssancens Florens. Av Mediciernes krønike (1927) och Siena. Synderes og helgeners by (1930).